# Hans Filbinger
Hans Karl Filbinger, né le 15 septembre 1913 à Mannheim et mort le 1er avril 2007 à Fribourg-en-Brisgau, est un juriste et homme politique allemand membre de l’Union chrétienne-démocrate (CDU).
Il est ministre-président de Bade-Wurtemberg de 1966 à 1978, d’abord à la tête d’une grande coalition CDU-SPD, puis uniquement avec la CDU qui obtient une majorité absolue lors de deux élections consécutives. Il mène notamment l’abolition de l’école confessionnelle, ainsi qu’une importante réforme de l’administration territoriale de la région qui lui vaut d’être qualifié d’« architecte de l’unité du Bade-Wurtemberg ». Il doit démissionner en 1978 à la suite de la révélation de son rôle dans une condamnation à mort dans la Kriegsmarine tout à la fin de la Seconde Guerre mondiale, ce qu’il a longtemps démenti.
Il fut l’un des sept vice-présidents fédéraux de la CDU et jusqu’à sa mort président d’honneur de la fédération CDU du Bade-Wurtemberg. Il assure également de novembre 1973 à octobre 1974 la présidence du Bundesrat.

## Origines, famille et formation
Hans Filbinger naît le 15 septembre 1913 à Mannheim. Il fait des études de droit et de sciences économiques à l’université de Fribourg-en-Brisgau et l’université de Munich, et obtient son doctorat en 1939. Il enseigne ensuite à l’université de Fribourg.
Pendant ses études secondaires, Filbinger entre à l’association d’écoliers et d’étudiants catholiques Neudeutschland, proche du Zentrum. Neudeutschland refusant d’être intégré aux Jeunesses hitlériennes, le Troisième Reich limite strictement son champ d’action, avant de l’interdire complètement en 1939. Filbinger, qui était l’un des dirigeants pour le district de Bade-du-Nord, appelle en avril 1933 ses camarades à continuer leurs activités et formule un programme pour la période à venir.
Filbinger, dont le père est chômeur, reçoit une bourse de la Fondation universitaires du peuple allemand.
Il est de 1934 à 1937 membre de la Sturmabteilung (SA), et de 1933 à 1936 de l’Association allemande des étudiants nationaux-socialistes (Nationalsozialistischer Deutscher Studentenbund, NSDStB). En 1935, il publie dans une revue estudiantine catholique un essai endossant certaines conceptions idéologiques nazies en matière de communauté nationale et de race.
Marié à Ingeborg Breuer, il a quatre filles et un garçon.

## Carrière juridique et militaire
En janvier 1937, le procureur général Emil Brettle avertit Filbinger, qui se présente au premier examen d’État (erstes Staatsexam), qu’il ne pourra être accepté au deuxième examen avant d’avoir clarifié sa situation politique vis-à-vis du régime. Risquant d’être écarté du deuxième examen et de voir sa carrière bloquée, il adhère au printemps au parti nazi, et commence le service de préparation des futurs employés de l’État.
En 1940, il est enrôlé dans la Kriegsmarine, où il atteindra en 1943 le grade d’enseigne supérieur (Oberfähnrich zur See). Avant d’avoir pu être promu lieutenant, il est affecté à la justice militaire – contre sa volonté, déclarera-t-il par la suite. Il a par deux fois tenté d’éviter cette affectation en se portant volontaire pour intégrer les forces sous-marines. Il est fait prisonnier de guerre des troupes britanniques en Norvège.
Il exerce après la guerre la profession d’avocat à Fribourg et y reprend ses travaux universitaires.

## Carrière politique

### Débuts
Filbinger adhère à l’Union chrétienne-démocrate (CDU) en 1951 et devient conseiller municipal de Fribourg en 1953.
Il entre en 1958 dans le gouvernement régional en tant que conseiller d’État chargé de représenter les intérêts de la Bade-du-Sud dans le jeune Land de Bade-Wurtemberg, constitué en 1952.

### Ministre de l’Intérieur
En 1960, il est nommé ministre régional de l’Intérieur, et peu après élu au Landtag de Bade-Wurtemberg, dont il resta membre jusqu’en 1980 ; il représentera jusqu’en 1976 la circonscription de Freiburg-Stadt, et ensuite celle de Freiburg I.
Il devient en 1966 président de la fédération CDU de Bade-du-Sud.

### Ministre-président
Filbinger devient ministre-président de Bade-Wurtemberg en décembre 1966, succédant à Kurt Georg Kiesinger devenu chancelier fédéral. Les libéraux-démocrates quittent alors le gouvernement régional, projetant au une alliance avec les sociaux-démocrates. Après des négociations difficiles, Filbinger forme une grande coalition CDU-SPD, à l’exemple du cabinet Kiesinger au plan fédéral. La majorité abolit l'année suivante l'école confessionnelle, puis se reforme après les élections de 1968.

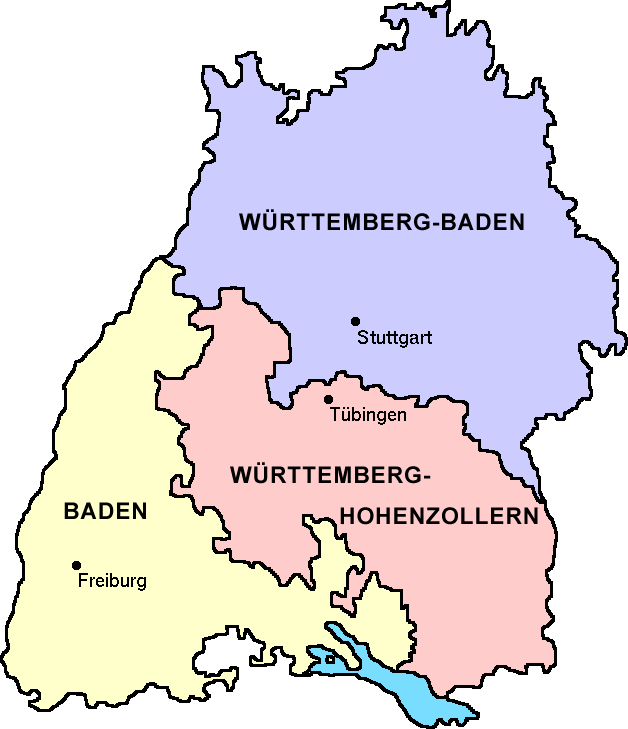
Carte des trois Länder du Sud-Ouest de 1945 à 1952, formant aujourd’hui le Bade-Wurtemberg. Ils ont été créés entre 1945 et 1947 par les autorités d’occupation françaises : en bleu le Wurtemberg-Bade, composé de la partie nord de la Bade historique et de la partie nord du Wurtemberg ; en rouge le Wurtemberg-Hohenzollern, créé en 1945 avec la partie sud du Wurtemberg et de l’ancienne région prussienne de Hohenzollern ; en jaune, la Bade, fondée en 1947 et correspondant au seul Sud de la région historique de même nom. Ces trois Länder ont fusionné le 25 avril 1952 pour donner naissance au Bade-Wurtemberg.

La principale réalisation de la grande coalition au début des années 1970 est la réforme de l’administration territoriale du Land (communes et arrondissements), préparée par Walter Krause, le ministre social-démocrate de l’Intérieur. Cette réforme voit la fusion de communes et d’arrondissement afin d’améliorer la cohérence du découpage territorial. Certaines des nouvelles unités transcendent les frontières historiques de la Bade et du Wurtemberg. Les deux régions historiques n’ont été réunies qu’en 1952 et les oppositions au nouveau Land sont restées fortes en Bade. En 1970, la grande coalition organise un référendum visant à faire confirmer celui de 1951 sur la fusion des Länder, après que le Tribunal constitutionnel fédéral a en 1956 puis en 1969 jugé que le référendum était légal mais que la volonté des Badois n’a pas pu s'exprimer ; les électeurs approuvent la fusion à un large majorité. Filbinger œuvre également à la fusion des fédérations CDU de Bade-du-Sud, de Bade-du-Nord, de Wurtemberg-du-Nord et de Wurtemberg-Hohenzollern, qui s’étaient maintenues malgré la création du Land, en une fédération CDU de Bade-Wurtemberg ; il en est élu président en janvier 1971. Sa politique de rapprochement des anciens Länder lui vaudra d’être qualifié d’« architecte de l’unité du Bade-Wurtemberg ».
Lors des élections du 23 avril 1972, la CDU remporte, pour la première fois dans l’histoire du Land, une majorité absolue avec 52,9 % des suffrages, et forme seule le gouvernement. Aux élections de 1976, où Filbinger mène la campagne chrétienne-démocrate avec le slogan « La liberté ou le socialisme » (« Freiheit oder Sozialismus »), sa popularité croissante lui permet de donner à la CDU une majorité de 56,7 %.
Il assure du 1er novembre 1973 au 31 octobre 1974 la présidence, tournante, du Bundesrat.
À la fin des années 1970, Filbinger tente sans succès de mettre en œuvre la construction de la centrale nucléaire de Wyhl, contre laquelle se mobilisent les mouvements écologistes et alternatifs. Il condamne le radicalisme de l’extrême-gauche dans les milieux politiques et universitaires, et lors de la vague terroriste de 1977 connue sous le nom d’« Automne allemand », son gouvernement prononce la dissolution des Verfasste Studentenschaft. Il s’oppose à l’introduction d’un système unique d’enseignement et renforce en Bade-Wurtemberg le système ternaire traditionnel (Hauptschule, Realschule, Gymnasium).
Personnalité très populaire dans l’Allemagne des années 1970, Filbinger entre à la présidence fédérale de la CDU et devient l’un de ses sept vice-présidents fédéraux, et sa candidature est envisagée pour l’élection présidentielle de 1979. Le Bade-Wurtemberg fait sous son gouvernement figure d’État politiquement et économiquement stable et est montré en exemple par la CDU. Mais sa carrière prend brusquement fin en 1978 lorsqu’éclate le scandale autour de ses actes de juge dans la Kriegsmarine à la fin de la Seconde Guerre mondiale ; le 7 août, il démissionne de ses fonctions de ministre-président de Bade-Wurtemberg.

### Retraite politique
Le successeur de Filbinger à la tête du gouvernement régional est Lothar Späth, qui l’emporte contre le maire de Stuttgart Manfred Rommel. Filbinger quitte fin mars 1979 la présidence de la fédération CDU de Bade-Wurtemberg, où Lothar Späth lui succède également, et le poste de vice-président fédéral de la CDU ; il est élu cette même année président d’honneur de la fédération de Bade-Wurtemberg et conservera cette fonction jusqu’à sa mort. Il ne se représente pas lors des élections de 1980, et reste jusqu’en 1981 membre de la présidence fédérale de la CDU.

## Vie après la politique

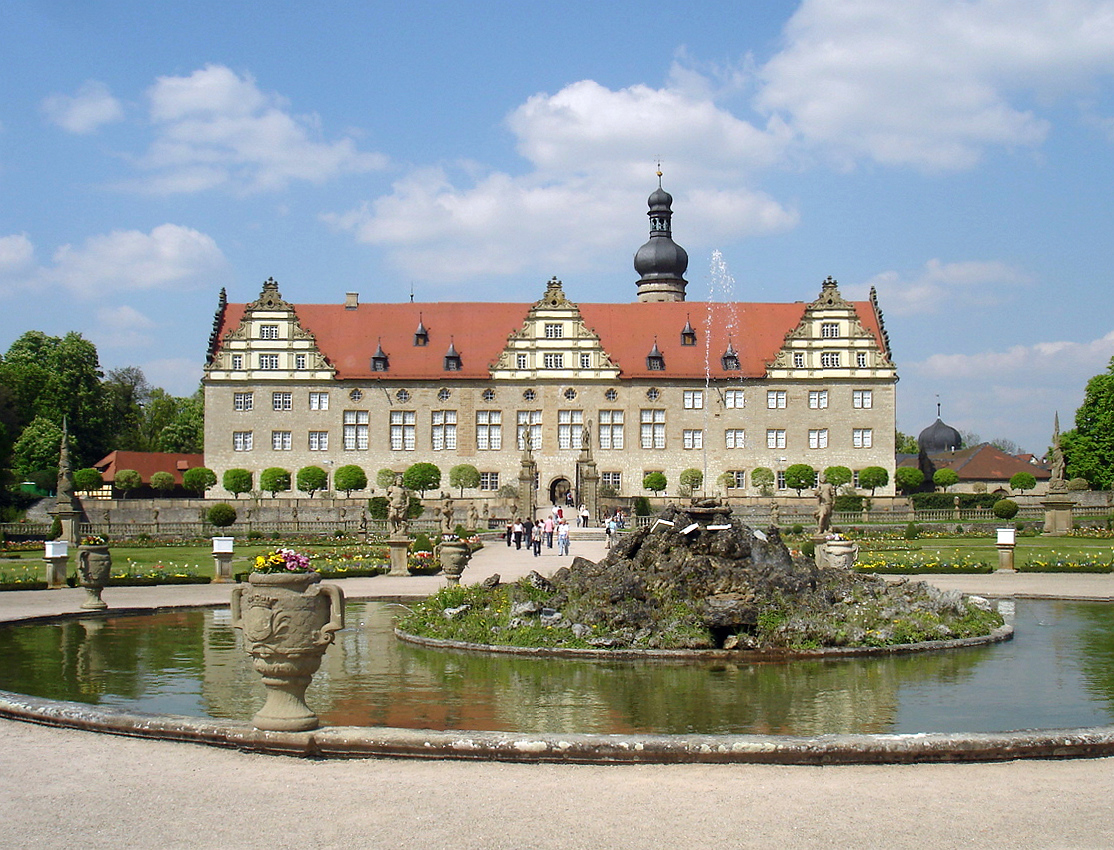
Vue du château de Weikersheim

En 1979, Filbinger est l’un des fondateurs du Centre d’études de Weikersheim (Studienzentrum Weikersheim), un think tank qu’il dirige au château de Weikersheim jusqu’en 1997 avant d’en devenir président d’honneur.
En 1987, il publie ses mémoires, Die geschmähte Generation (La Génération vilipendée), dans lesquels il maintient sa défense contre les attaques dont il est l’objet.
La controverse née en 1978 ne s’est jamais éteinte. Le 16 septembre 2003, le lendemain du quatre-vingt-dixième anniversaire de Filbinger, une réception en son honneur a lieu à la résidence de Ludwigsbourg en présence de cent trente personnes environ, parmi lesquelles les principaux dirigeants de la CDU et du FDP, la plupart des membres du gouvernement régional, et ses successeurs à la tête du Bade-Wurtemberg Erwin Teufel et Lothar Späth. Une manifestation a lieu devant le château ; des protestations avaient déjà empêché une réception prévue à Fribourg.
En mars 2004, Filbinger est élu par le Landtag de Bade-Wurtemberg parmi les délégués pour l’élection du président fédéral ; il avait déjà été fait partie de l’Assemblée fédérale en 1959, 1969, 1974, 1994 et 1999. Dans la semaine précédant l’élection, sa présence est critiquée par le Parti social-démocrate, le Parti du socialisme démocratique, Alliance 90 / Les Verts, le PEN Club et le Conseil central des Juifs en Allemagne en raison de son passé, et les directions fédérales sociales-démocrate et verte se dissocient de la décision de leurs groupes parlementaires de Bade-Wurtemberg.
Filbinger meurt le 1er avril 2007. Günther Oettinger, ministre-président de Bade-Wurtemberg, fait mettre le drapeau en berne sur les bâtiments publics de la région. Le 11 avril, un requiem est donné en sa mémoire dans le cadre d’une cérémonie officielle à la cathédrale de Fribourg. Y assistent quelque sept cents personnes, parmi lesquelles ses successeurs à la tête du Land Lothar Späth, Erwin Teufel et Günther Oettinger, le ministre fédéral de l’Intérieur Wolfgang Schäuble et le président du groupe CDU/CSU au Bundestag Volker Kauder. Son éloge funèbre par Günther Oettinger, dans lequel celui-ci déclare notamment qu’« Hans Filbinger n’a pas été national-socialiste » et qu’« il n’existe aucun jugement d’Hans Filbinger en exécution duquel un homme aurait perdu la vie », suscite des critiques de la part du Conseil central des Juifs en Allemagne et d’autres associations.
Il est inhumé au Cimetière de Liebfrauenkirche à Fribourg-Günterstal.

## Publications
- Die geschmähte Generation. Politische Erinnerungen. Die Wahrheit aus den Stasi-Akten (1987), 3e édition augmentée et remaniée, Bechtle-Verlag, Esslingen, 1994  (ISBN 3-762805-23-7)

## Distinctions
Décorations
- Grand-croix avec étoile et écharpe de l'ordre du Mérite de la République fédérale d’Allemagne
- Grand officier de la Légion d'honneur, France
- Prix France-Allemagne
- Chevalier grand-croix de l'ordre du Mérite de la République italienne
- Grand-croix de l'ordre d'Isabelle la Catholique, Espagne
- Grand-croix de l'ordre de la Croix du Sud de la République fédérative du Brésil
- Ordre de la République d'Égypte, 1re classe
- Outstanding Civilian Service Award, États-Unis
- Ordre du Saint-Sépulcre

Titres universitaires
- Docteur honoris causa de l'Université d'Ulm
- Docteur honoris causa de l'université Oglethorpe, Atlanta (États-Unis)
- Professeur à titre honorifique par décision du Bade-Wurtemberg

## Ressources